# Bliesbruck
Bliesbruck (fràncic lorenès Bliisbrigge) és un municipi francès situat al departament del Mosel·la i a la regió del Gran Est. L'any 2007 tenia 1.017 habitants.

## Demografia

### Població
El 2007 la població de fet de Bliesbruck era de 1.017 persones. Hi havia 400 famílies, de les quals 84 eren unipersonals (44 homes vivint sols i 40 dones vivint soles), 144 parelles sense fills, 144 parelles amb fills i 28 famílies monoparentals amb fills.
La població ha evolucionat segons el següent gràfic:
Habitants censats

### Habitatges
El 2007 hi havia 417 habitatges, 397 eren l'habitatge principal de la família, 3 eren segones residències i 17 estaven desocupats. 353 eren cases i 62 eren apartaments. Dels 397 habitatges principals, 331 estaven ocupats pels seus propietaris, 60 estaven llogats i ocupats pels llogaters i 6 estaven cedits a títol gratuït; 1 tenia una cambra, 5 en tenien dues, 35 en tenien tres, 73 en tenien quatre i 283 en tenien cinc o més. 335 habitatges disposaven pel capbaix d'una plaça de pàrquing. A 148 habitatges hi havia un automòbil i a 211 n'hi havia dos o més.

### Piràmide de població
La piràmide de població per edats i sexe el 2009 era:
| Homes | Edats   | Dones |
| ----- | ------- | ----- |
| 0     | 95 o +  | 0     |
| 0     | 90 a 94 | 0     |
| 0     | 85 a 89 | 0     |
| 8     | 80 a 84 | 4     |
| 16    | 75 a 79 | 20    |
| 24    | 70 a 74 | 32    |
| 16    | 65 a 69 | 24    |
| 24    | 60 a 64 | 16    |
| 32    | 55 a 59 | 12    |
| 40    | 50 a 54 | 48    |
| 44    | 45 a 49 | 32    |
| 52    | 40 a 44 | 48    |
| 36    | 35 a 39 | 56    |
| 48    | 30 a 34 | 32    |
| 8     | 25 a 29 | 32    |
| 32    | 20 a 24 | 12    |
| 16    | 15 a 19 | 44    |
| 44    | 10 a 14 | 56    |
| 36    | 5 a 9   | 20    |
| 32    | 0 a 4   | 16    |

## Economia
El 2007 la població en edat de treballar era de 710 persones, 522 eren actives i 188 eren inactives. De les 522 persones actives 477 estaven ocupades (265 homes i 212 dones) i 45 estaven aturades (25 homes i 20 dones). De les 188 persones inactives 57 estaven jubilades, 56 estaven estudiant i 75 estaven classificades com a «altres inactius».

### Ingressos
El 2009 a Bliesbruck hi havia 400 unitats fiscals que integraven 989,5 persones, la mediana anual d'ingressos fiscals per persona era de 19.572 €.

### Activitats econòmiques
Dels 19 establiments que hi havia el 2007, 1 era d'una empresa alimentària, 1 d'una empresa de fabricació d'altres productes industrials, 2 d'empreses de construcció, 1 d'una empresa de comerç i reparació d'automòbils, 3 d'empreses d'hostatgeria i restauració, 1 d'una empresa d'informació i comunicació, 1 d'una empresa financera, 1 d'una empresa immobiliària, 1 d'una empresa de serveis, 5 d'entitats de l'administració pública i 2 d'empreses classificades com a «altres activitats de serveis».
Dels 6 establiments de servei als particulars que hi havia el 2009, 1 era una oficina bancària, 1 taller de reparació d'automòbils i de material agrícola, 1 lampisteria i 3 restaurants.
L'únic establiment comercial que hi havia el 2009 era una fleca.
L'any 2000 a Bliesbruck hi havia 12 explotacions agrícoles que ocupaven un total de 413 hectàrees.

## Equipaments sanitaris i escolars
El 2009 hi havia 1 escola maternal i 1 escola elemental.

## Poblacions més properes
El següent diagrama mostra les poblacions més properes.